# Яворівський Володимир Олександрович
Володи́мир Олекса́ндрович Яворі́вський (11 жовтня 1942, село Теклівка, Могилівський жудець, Трансністрія, Румунія (тепер Вінницька область) — 16 квітня 2021) — борець за незалежність України у XX сторіччі, український письменник, громадсько-політичний діяч. Член партії ВО «Батьківщина» з 2007 р. Радіоколумніст Українського радіо та член першої Наглядової ради Суспільного мовлення.

## Життєпис
Народився 1942 року в с. Теклівка, яке на той час входило до складу Трансністрії — провінції Румунського королівства, створеної на окупованих українських землях.
1964 року закінчив Одеський державний університет імені Іллі Мечникова за спеціальністю «Українська мова та література».

Володимир Яворівський з дружиною Ніною Чайкою. 1966 рік. З книги: Дмитро Стельмах.
Скелети в письменницьких шафах.

Працював редактором Одеського радіо, кореспондентом редакції газети «Запорізька правда», «Прапор юності», «Літературна Україна», редактором запорізького радіо, кіносценаристом львівського телебачення, літконсультантом, референтом Спілки письменників УРСР, завідувачем відділу прози, заступником головного редактора журналу «Вітчизна».
Член Спілки письменників України з 1971 року, Спілки журналістів України з 1969 року.
У 2001—2011 роках — голова Національної Спілки письменників України.

## Політична діяльність
Член КПРС з 1981 до 1990 року. У 1989—1991 роках — народний депутат СРСР, член Міжрегіональної депутатської групи, що була опозиційною до тодішньої влади, у яку входили такі відомі постаті, як Борис Єльцин, Андрій Сахаров, Василь Биков, Віталій Коротич, Анатолій Собчак.

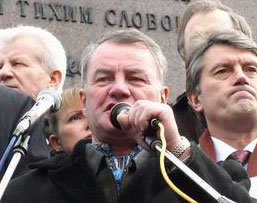
Володимир Яворівський, 9 березня 2003

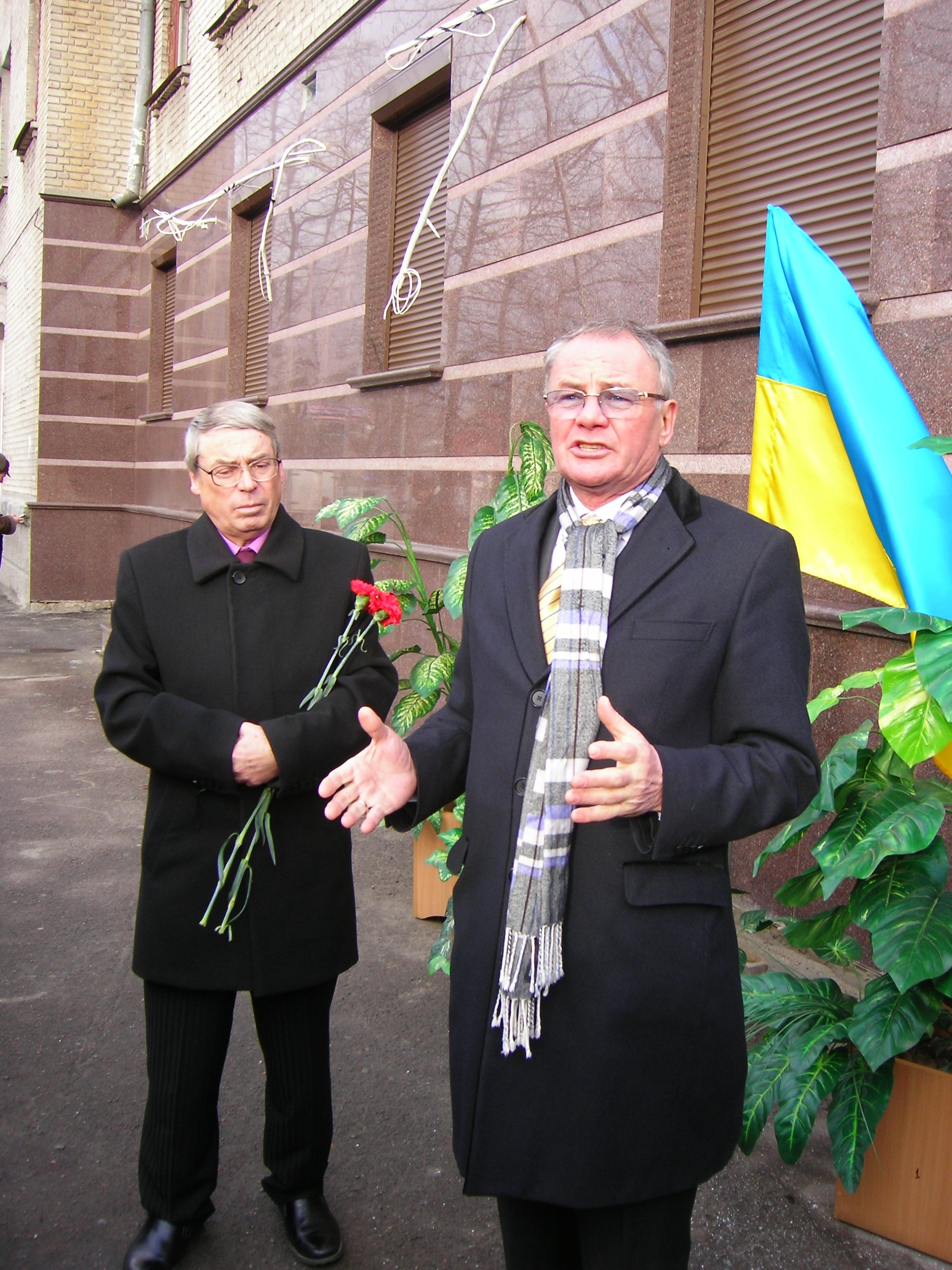
Голова НСПУ Віктор Баранов і його попередник Володимир Яворівський. Січень 2012 року

Народний депутат України 1-го, 2-го, 4-го 5-го, 6-го скликань (з 1990 до 1998 року та з 2002 до 2012).
Один із засновників Народного Руху України, очолював Оргкомітет Руху, з 1989 року — голова Київської координаційної ради Руху.
Член Демократичної партії України в 1990—1999 роках, її голова — з грудня 1992 року до березня 1999 року.
З вересня 1996 року до липня 1999 року — голова Комітету Державних премій України імені Тараса Шевченка. Член Комітету Державних премій України імені Тараса Шевченка з вересня 1999 року до жовтня 2001 року, член Ради з питань мовної політики при Президентові України з лютого 1997 року до листопада 2001 року.
Народний депутат України 1-го скликання з 15 травня 1990 до 10 травня 1994 за Світловодським виборчим округом № 229 Кіровоградської області, висунутий трудовим колективом конструкторського бюро «Сигнал» виробничого об'єднання «Олімп». 1-й тур 52.62 % голосів, 4 претенденти. Входив до Народної ради. На час виборів секретар Спілки письменників України. Голова Комісії з питань Чорнобильської катастрофи (з червня 1990).
Народний депутат України 2-го скликання з 11 травня 1994 до 12 травня 1998 за Світловодським виборчим округом № 228 Кіровоградської області, висунутий виборцями. На час виборів — народний депутат України, голова Комісії з питань Чорнобильської катастрофи, член ДемПУ. Член групи «Конституційний центр» (до цього — член групи «Державність»). Голова підкомітету у зв'язках із земляками, що мешкають за межами України, Комітету з прав людини, національних меншин і міжнаціональних відносин.
Березень 1998 року — кандидат у народні депутати України від «Блоку демократичних партій — НЕП» по виборчому округу № 96 Київської області.
Народний депутат України 4-го скликання з 14 травня 2002 до 25 травня 2006 за виборчим округом № 123 Львівської області. «За» 51.16 %, 7 суперників. На час виборів: голова Національної спілки письменників України, член ПРП. Член фракції «Наша Україна» (15 травня 2002 — 7 вересня 2005), фракції політичної партії «Реформи і порядок» (8 вересня — 13 грудня 2005), фракції «Блок Юлії Тимошенко» (з 13 грудня 2005). Голова підкомітету з питань електронних засобів масової інформації Комітету з питань свободи слова та інформації (12 червня 2002 — 16 листопада 2005), заступник голови Комітету з питань свободи слова та інформації (з 16 листопада 2005).
Був головою політради та членом правління партії «Реформи і порядок» з травня 1999 до 2005 року.
Народний депутат України 5-го скликання з 25 травня 2006 до 12 червня 2007 від «Блоку Юлії Тимошенко», № 22 в списку. На час виборів: народний депутат України, безпартійний. Член фракції «Блок Юлії Тимошенко» (з 25 травня 2006). Голова Комітету з питань культури та духовності (з 18 липня 2006). 12 червня 2007 достроково припинив свої повноваження під час масового складення мандатів депутатами-опозиціонерами з метою проведення позачергових виборів до Верховної Ради України.
Народний депутат України 6-го скликання з 23 листопада 2007 від «Блоку Юлії Тимошенко», № 22 в списку. На час виборів: голова Національної спілки письменників України, член партії ВО «Батьківщина». Член фракції «Блок Юлії Тимошенко» (з 23 листопада 2007). Голова Комітету з питань культури та духовності (з 26 грудня 2007).
На виборах до Верховної ради 2012 року кандидат у народні депутати в окрузі № 213 (частина Деснянського району міста Києва).
Голова Національної спілки письменників України з жовтня 2001 до листопада 2011 року.
Протягом 2017 року в ефірі «Центрального каналу» (Київська державна регіональна телерадіокомпанія (КДРТРК), з осені 2017 — ТО «Центральний канал», з вересня 2019 року — UA: КИЇВ) виходила авторська програма «Що ж ми за народ такий?..». Режисерами телепрограми були Максим Яковчук (український фотограф, громадський діяч, режисер телебачення, перекладач і журналіст) і Магер Барвахан — головний режисер Київської державної регіональної телерадіокомпанії.
Упродовж багатьох років (з двома кількарічними перервами) вів на Першому каналі Українського радіо авторську передачу «20 хвилин з Володимиром Яворівським».
Трансляція останнього випуску авторської публіцистичної передачі «20 хвилин з Володимиром Яворівським» відбулася на «Українському радіо» об 11:40, 18 квітня 2021 року.

## Смерть
Володимир Яворівський помер 16 квітня 2021 року на 79 році життя. Яворівського було поховано 19 квітня 2021 року на Байковому кладовищі в Києві (ділянка № 42а).

## Відзнаки і нагороди
- Лауреат Державної премії України імені Тараса Григоровича Шевченка за повість «Вічні Кортеліси» (1984 рік).
- Орден «За заслуги» III ступеня (серпень 2005)[14].
- Літературна премія імені Дмитра Загула (2005)
- Орден Христа Спасителя УПЦ КП[15]
- Відзнака Президента України — ювілейна медаль «25 років незалежності України» (2016).[16]

## Літературні твори[17]

### Збірки оповідань
- 1968 — «А яблука падають…» (Повість та новели)
- 1971 — «Гроно стиглого винограду» (Новели)
- 1984 — «Оповідання 1983»

### Збірки нарисів
- 1975 — «Крила, вигострені небом»
- 1976 — «Тут, на землі»
- 1980 — «І в морі пам'ятати джерело»
- 1985 — «Право власного імені»
- 1993 — «І засурмив янгол…» (у 3-х томах)
- 2000 — «Вовча ферма»
- 2002 — «Що ж ми за народ такий?..» (5 томів публіцистики, виданих у різні роки, 5-й — у 2010)

### Повісті
- 1981 — «Вічні Кортеліси» (художньо-документальна повість)[18][19][20]
- 1984 — «З висоти вересня» (Повість, оповідання)
- 2001 — «Перед тим, як жити»
- За його повістю «Варвара серед варварів» О.Бійма створив телефільм «Прощання з Каїром» (2002).

### Романи
- 1977 — трилогія романів «Ланцюгова реакція».
- 1979 — «Оглянься з осені»
- 1982 — «Автопортрет з уяви» (біографічний роман про Катерину Білокур)
- 1983 — «А тепер — іди»
- 1988 — «Марія з полином у кінці століття» (про драматичні події весни 1986 року в Чорнобильській зоні)
- 2000 — «Криза»
- 2011 — «Найдовша ніч Президента» (маленький роман),
- 2013 — Маленький роман «Лягти! Суд іде!»
- 2019 — Історичний роман «У мене вечеряв Ісус. Княгиня Ольга — велика грішниця, яка стала святою»
- 2020 — Історичний роман «Іван Окаянний: найстрашніші дні гетьмана Мазепи»

### Збірка творів
- 2008 — «Твори у п'яти томах»